# Gruta Azul (Malta)

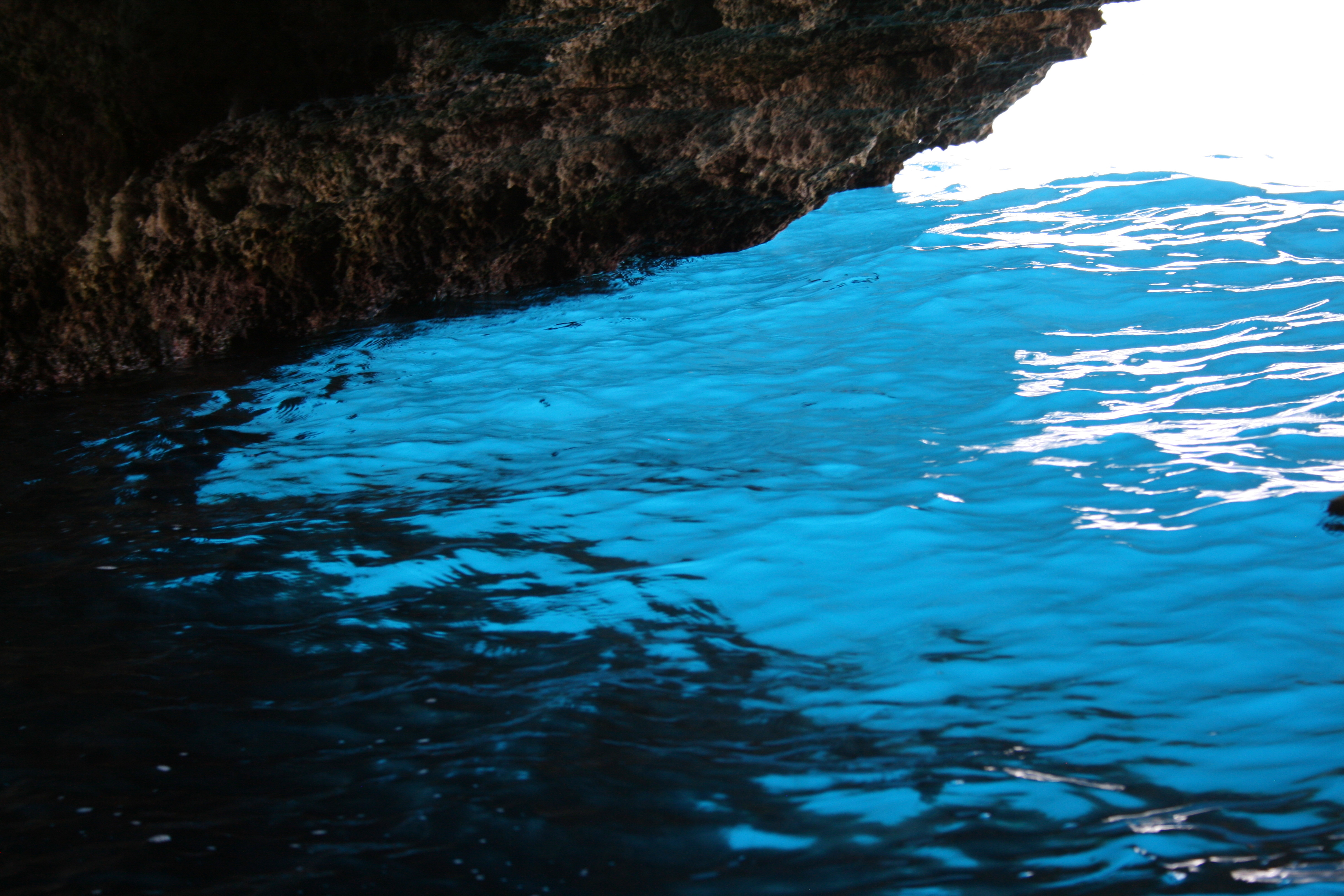
Água na Gruta Azul

A Gruta Azul (em maltês:  Taħt il-Ħnejja) se refere a algumas cavernas marinhas na costa sudeste de Malta.
Tanto a baía de Wied iz-Zurrieq quando a Gruta Azul estão localizadas na costa oposta à pequena ilhota desabitada de Filfla. A ilha agora serve como santuário de aves.

## Galeria

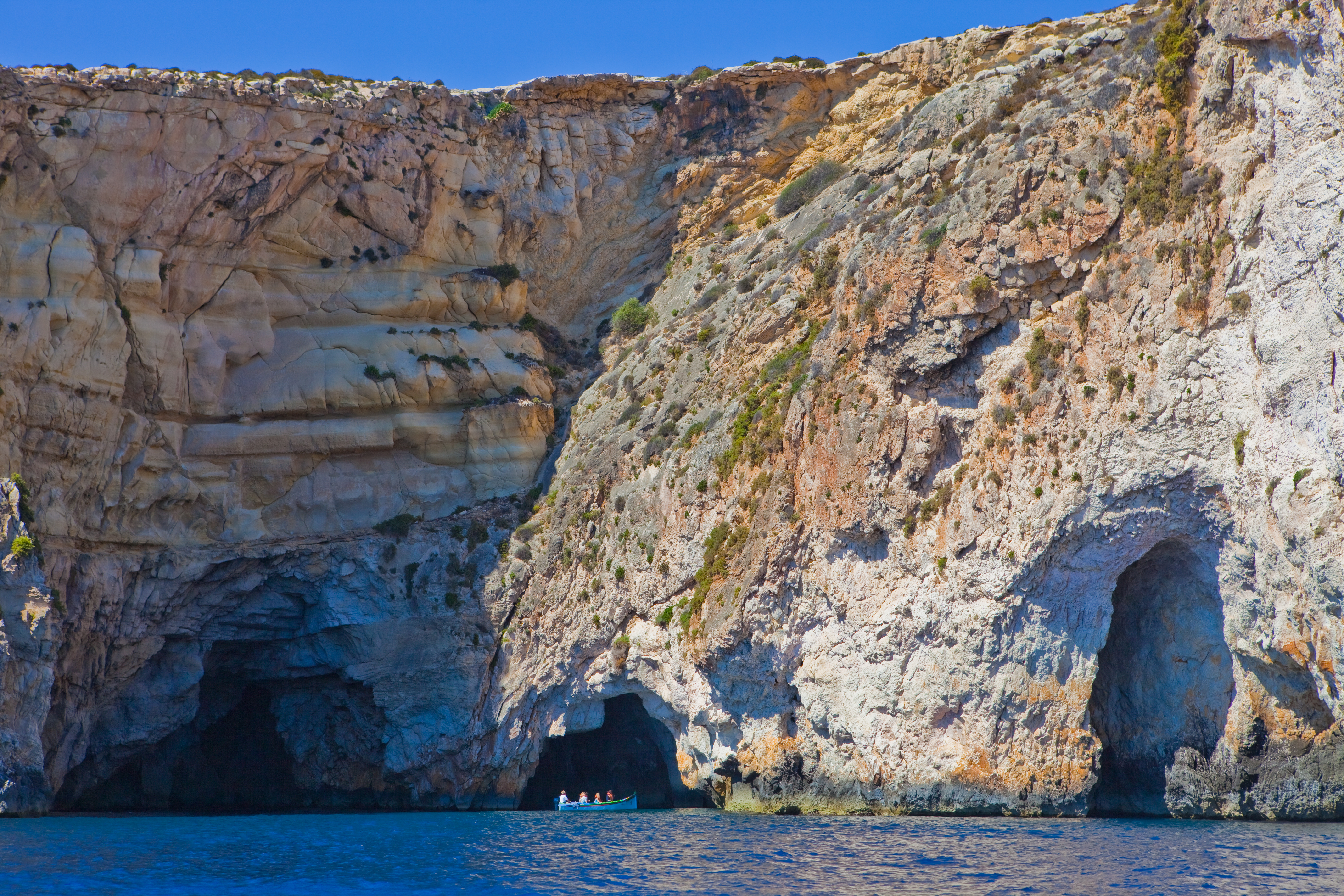
A tourist boat at the Blue Grotto.
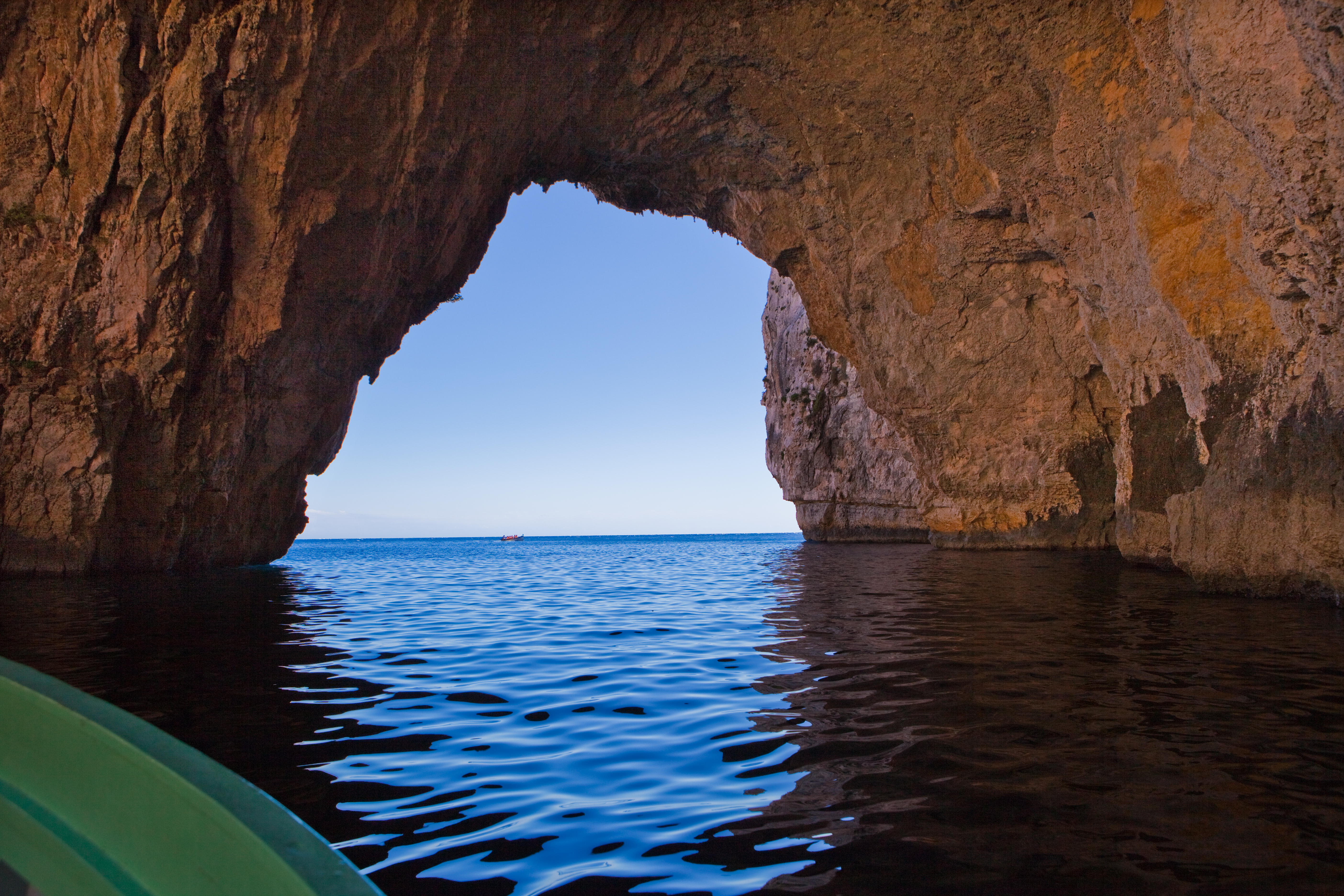
As seen from inside the Blue Grotto.
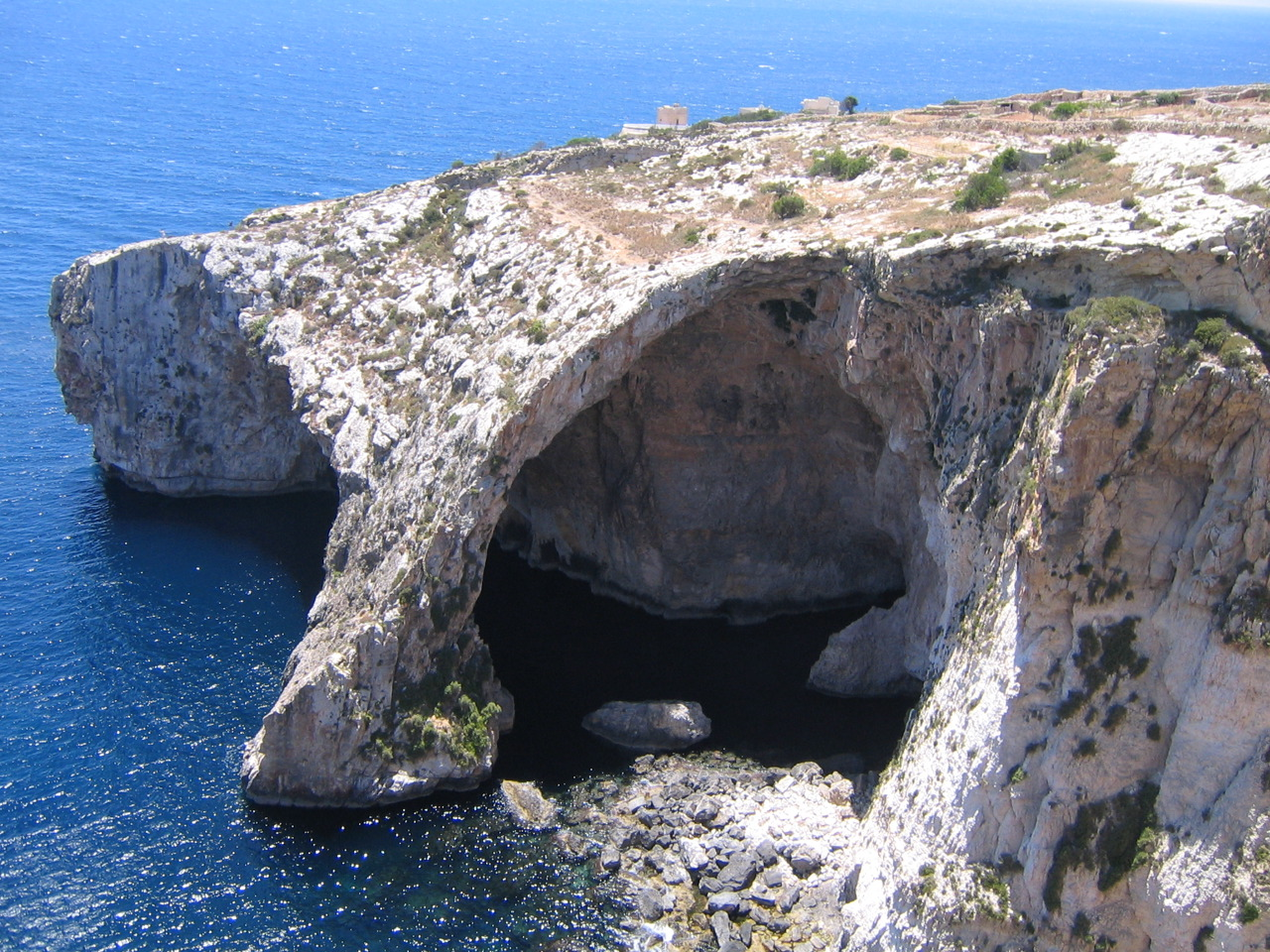
The blue grotto as seen from above.
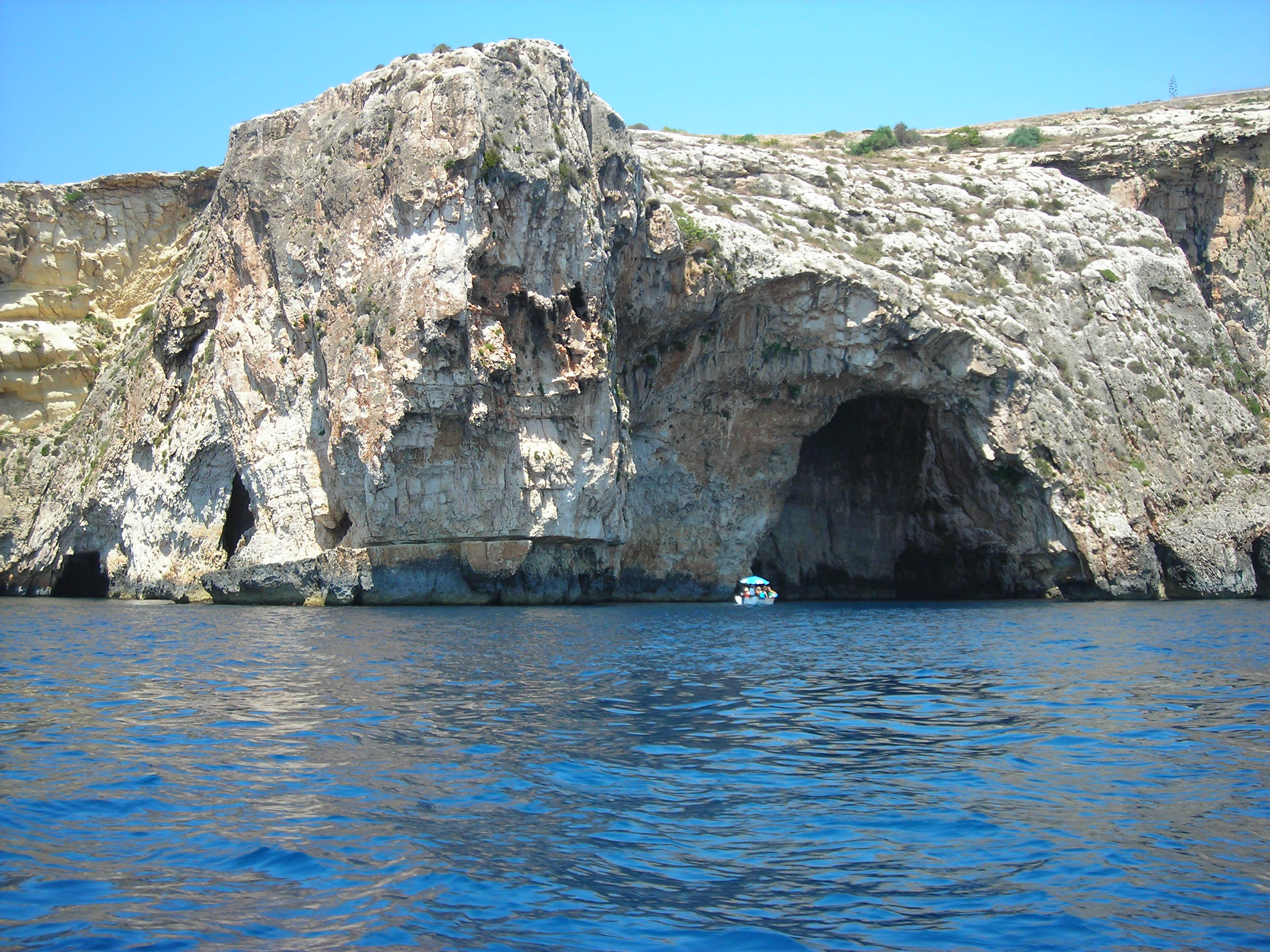
Uma embarcação turística a caminho da gruta azul
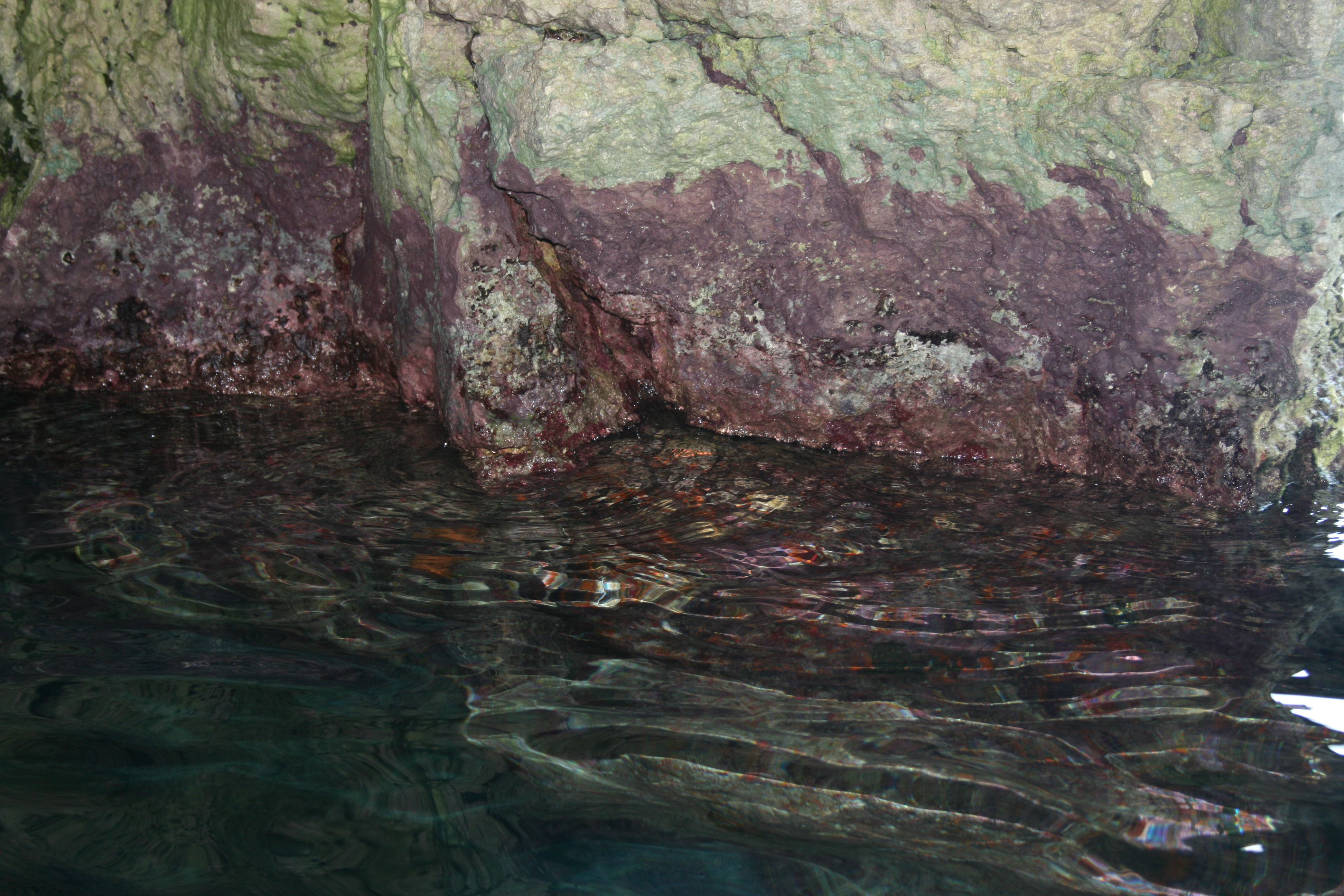
Cyanobacteria (algas azul-esverdeadas) na gruta]]